# Euthanasie aux Pays-Bas
En 2001, les Pays-Bas ont dépénalisé l'euthanasie et le suicide assisté. Ils restent officiellement toujours un crime pour les personnes la pratiquant sur autrui, mais la loi a codifié un moratoire il y a vingt ans[réf. nécessaire] consistant à ne pas pouvoir poursuivre en justice les médecins qui avaient pratiqué l'euthanasie dans des circonstances précises et des cas particuliers. Le ministère de la Santé, du Bien-Être et des Sports (en) déclare que cette pratique « autorise toute personne à terminer sa vie dignement après avoir reçu tous les types de soins palliatifs disponibles ».

## Le cadre légal
Le Décret sur la fin de vie sur demande et le suicide assisté est entré en vigueur le 1er avril 2002. Il dépénalise le suicide assisté dans des cas très particuliers et des circonstances bien définies. La loi fut proposée par Els Borst, Ministre de la Santé issu du Politieke Partij Democraten 66. Les procédures codifiées par cette loi entérinaient plus de vingt ans de pratiques tacites du corps médical.
La loi autorise le Conseil de l'Ordre du corps médical à renoncer à toutes poursuites de médecins ayant pratiqué l'euthanasie si chacune des conditions suivantes a bien été remplie :
- les souffrances du patient sont insupportables et sans espoir d'amélioration ;
- la demande d'euthanasie formulée par le patient doit être de son propre fait et récurrente dans le temps (on ne peut accéder à sa demande s'il est sous l'influence de tiers, d'une quelconque déficience psychologique ou de drogues) ;
- le patient doit être pleinement informé de son état, de l'évolution de sa maladie et des éventuelles possibilités de soins ;
- il doit y avoir consultation d'au moins un médecin indépendant, qui confirmera que chacune des étapes précédentes a bien été remplie ;
- la mort doit être provoquée de manière médicalement appropriée, par le docteur ou le patient lui-même ; dans ce dernier cas, le docteur doit être présent ;
- le patient a au moins 18 ans (le consentement des parents est exigé entre douze et seize ans).

Le médecin doit aussi rapporter la mort au coroner (médecin légiste) municipal conformément aux textes de lois sur les enterrements et les crémations. Un Comité d'éthique Régional statue si la fin de vie sur demande ou le suicide assisté est bien conforme aux critères. Selon ses conclusions, ou bien le cas est clos, ou bien il est amené devant le Ministère Public si les conditions ne sont pas remplies.
Pour terminer, la loi reconnaît explicitement la validité d'une déclaration de fin de vie écrite de la main du patient (ses « directives » sur son euthanasie), qui peut être utilisée dans le cas où le patient est dans le coma ou dans un état ne lui permettant plus d'exprimer sa volonté.
L'euthanasie reste un crime au regard de la loi si ces conditions ne sont pas remplies, sauf dans certaines circonstances hors cadre considérées comme relevant d'une pratique normale de la médecine :
- suspendre (ou ne pas entamer) un traitement médical inutile ;
- suspendre (ou ne pas entamer) un traitement à la demande du patient ;
- si la mort résulte de l'administration d'un traitement destiné à soulager des souffrances extrêmes.

L'euthanasie des enfants de moins de douze ans reste techniquement illégale ; toutefois, le Dr Eduard Verhagen a relevé quelques cas particuliers et mis en place pour ceux-ci un protocole à suivre bien défini en collaboration avec des collègues et le Ministère public. Toutes poursuites seront suspendues si le « Protocole de Groningue » a bien été respecté.

## En pratique
En 2003 aux Pays-Bas, 1 626 cas d'euthanasie, au sens de « mort » médicalement assistée (par opposition à « suicide » médicalement assisté), ont été officiellement rapportés (1,2 % de tous les décès). En 2013, il s'agissait de 4.289 cas (3,4 % de tous les décès). Dans la pratique, on injecte un sédatif, du sodium thiopental, par voie intraveineuse pour provoquer un coma. Après plusieurs minutes, lorsque le patient est plongé dans un coma profond, du Pancuronium est administré pour stopper la respiration et ainsi provoquer la mort.
148 cas de morts médicalement assistées ont aussi été rapportés (1,2 % de tous les décès), mort provoquée par l'absorption d'une potion à base de barbituriques fortement dosée (10 g). La présence du médecin est exigée pour deux raisons :
- s'assurer que la potion n'est pas prise par une tierce personne (que ce soit par accident, pour un suicide « non autorisé » ou éventuellement un meurtre) ;
- diriger la procédure et se tenir prêt à appliquer les étapes suivantes citées plus haut s'il y a lieu.

Dans deux cas fut reproché aux médecins de ne pas avoir été présents à l'absorption de la potion. Ils répondirent ne pas avoir pris conscience de cette étape obligatoire.
Ont été rapportés 41 cas combinant les deux procédures : dans ces cas, le patient boit la potion mais elle ne cause pas la mort. Après quelques heures, ou plus tôt en cas de vomissements, un dépresseur respiratoire est administré pour provoquer la mort.
La plupart des cas concernait des patients atteints d'un cancer, aussi la procédure fut-elle appliquée la plupart du temps à domicile.
En 2000, dans une étude précédente portant sur 649 patients ayant subi une euthanasie ou un suicide médicalement assisté, 14 % des patients ayant subi une euthanasie connurent des complications comme des sorties de coma, des spasmes ou des vomissements. 32 % des patients ayant subi un suicide médicalement assisté connurent des complications suffisamment pénibles pour que, dans 18 % des cas, le médecin bascule vers une procédure d'euthanasie active. Dans cette étude, les médecins étaient absents dans 28 % des cas d'euthanasie et 48 % des cas de suicides assistés.

### Articles liés
- Législation sur l'euthanasie et le suicide assisté par pays
- Noa Pothoven